# SWEPOS
SWEPOS - jest szwedzką siecią permanentną, składającą się ze stacji referencyjnych GPS. Zadaniem SWEPOS jest zbieranie danych z satelitów GPS i wykorzystywanie ich w różnych celach: pozycjonowania w czasie rzeczywistym z dokładnością metrową, cele nawigacyjne, tworzenia geograficznych baz danych, obserwacji ruchów skorupy ziemskiej z dokładnością milimetra.

## Budowa stacji sieci SWEPOS
Na stacjach odbiorniki są umieszczone na wysokich, betonowych kolumnach, posadowionych na porządnym fundamencie w celu zapewnienia jak najlepszej łączności między anteną a satelitami. Temperatura betonowych kolumn jest utrzymywana na poziomie 15 stopni Celsjusza, w celu zminimalizowania skutków rozszerzalności cieplnej materiałów. Wszystkie stacje referencyjne wyposażone są w anteny Dorne Margolin (anteny stosowane w miejscach o dużych wahaniach temperatury), które są osłonięte półkulistymi kopułami (ochrona przed śniegiem). Każda stacja jest wyposażona w akumulatory, które w razie awarii zasilania są w stanie zapewnić odbiornikowi ciągłość działania przez 48 godzin.

## Procedura opracowania post-processing stosowana w sieci SWEPOS
Użytkownik w terenie rejestruje dane do późniejszego opracowania w SWEPOS w oparciu o dane ze stacji referencyjnych. Dane dostarczone przez użytkownika do post – procesingu są automatycznie obliczane z wykorzystaniem oprogramowania "Bernese GPS". Dane dostarczone do obliczenia muszą pochodzić z pomiaru statycznego dwuczęstotliwościowym odbiornikiem i mieć format RINEX. Przetworzone dane (współrzędne) SWEPOS wysyła na e-mail użytkownika. Z wynikiem przeprowadzonych prac można również zapoznać się na stronie internetowej.